# Tidlig indsats lønner sig - filmen om Tore
|  | Denne artikel er oprettet af botten PalnaBot ud fra en ekstern database. Den kan derfor have sproglige fejl eller mangler. Denne skabelon kan fjernes efter kontrol af indholdet. |

Tidlig indsats lønner sig - filmen om Tore er en film instrueret af Werner Hedman efter manuskript af Werner Hedman.

## Handling
Hvert år fødes der omkring 50 børn med Downs syndrom i Danmark. Diagnosen stilles ved fødslen, og der kan derfor straks iværksættes en pædagogisk indsats og konstruktiv rådgivning. Tore er født med Downs syndrom - han er mongol - og den pædagogiske indsats begyndte, da han var 3 uger gammel. Filmen følger ham, fra han er 5 måneder til han er 3 år, og viser hans dagligdag, forældrenes indsats, den vejledning småbørnskonsulenterne yder, børnehavens og talepædagogens arbejde med at støtte og fremme hans udvikling. Filmen dokumenterer, at den tidligere indsats giver Tore noget, han ellers ikke ville have fået: Små ændringer i udviklingen, som betyder store fremskridt for ham og hans familie.